# Vladimir Vukicevic
Vladimir Vukicevic (ur. 6 maja 1991) – norweski lekkoatleta pochodzenia serbskiego specjalizujący się w biegu na 110 metrów przez płotki.
Karierę międzynarodową zaczynał w 2008 roku od udziału w mistrzostwach świata juniorów w Bydgoszczy. Bez powodzenia startował w 2009 podczas czempionatu Starego Kontynentu juniorów. Srebrny medalista mistrzostw świata juniorów z 2010. Medalista mistrzostw Norwegii, rekordzista kraju w gronie juniorów oraz reprezentant w drużynowych mistrzostwach Europy i meczach międzypaństwowych.
Jego siostrą jest utytułowana płotkarka Christina Vukicevic.

## Osiągnięcia
| Rok  | Impreza                                 | Miejsce    | Konkurencja                | Lokata      | Wynik |
| ---- | --------------------------------------- | ---------- | -------------------------- | ----------- | ----- |
| 2008 | Mistrzostwa świata juniorów             | Bydgoszcz  | bieg na 110 m przez płotki | eliminacje  | 14,59 |
| 2009 | Mistrzostwa Europy juniorów             | Nowy Sad   | bieg na 110 m przez płotki | półfinał    | 13,80 |
| 2010 | Superliga drużynowych mistrzostw Europy | Bergen     | bieg na 110 m przez płotki | 12. miejsce | 14,13 |
| 2010 | Mistrzostwa świata juniorów             | Moncton    | bieg na 110 m przez płotki | 2. miejsce  | 13,59 |
| 2011 | Młodzieżowe mistrzostwa Europy          | Ostrawa    | bieg na 110 m przez płotki | 7. miejsce  | 13,90 |
| 2012 | Mistrzostwa Europy                      | Helsinki   | bieg na 110 m przez płotki | półfinał    | 13,76 |
| 2013 | Halowe mistrzostwa Europy               | Göteborg   | bieg na 60 m przez płotki  | półfinał    | 7,69  |
| 2013 | Superliga drużynowych mistrzostw Europy | Gateshead  | bieg na 110 m przez płotki | 10. miejsce | 14,05 |
| 2013 | Młodzieżowe mistrzostwa Europy          | Tampere    | bieg na 110 m przez płotki | 4. miejsce  | 13,74 |
| 2014 | Mistrzostwa Europy                      | Zurych     | bieg na 110 m przez płotki | eliminacje  | 13,97 |
| 2016 | Mistrzostwa Europy                      | Amsterdam  | bieg na 110 m przez płotki | półfinał    | 13,54 |
| 2018 | Halowe mistrzostwa świata               | Birmingham | bieg na 60 m przez płotki  | eliminacje  | 7,81  |
| 2018 | Mistrzostwa Europy                      | Berlin     | bieg na 110 m przez płotki | półfinał    | 13,71 |
| 2019 | I liga drużynowych mistrzostw Europy    | Sandnes    | bieg na 110 m przez płotki | 4. miejsce  | 14,09 |
| 2021 | Halowe mistrzostwa Europy               | Toruń      | bieg na 60 m przez płotki  | półfinał    | 7,73  |
| 2022 | Mistrzostwa Europy                      | Monachium  | bieg na 110 m przez płotki | półfinał    | 13,64 |
| 2023 | Halowe mistrzostwa Europy               | Stambuł    | bieg na 60 m przez płotki  | półfinał    | 7,75  |

## Rekordy życiowe
- Bieg na 110 metrów przez płotki – 13,42 (14 sierpnia 2021, La Chaux-de-Fonds) rekord Norwegii
- Bieg na 60 metrów przez płotki (hala) – 7,69 (1 marca 2013, Göteborg) rekord Norwegii